# Port de Hamina-Kotka
Hamina-Kotkan satama (français : port de Hamina-Kotka) est une société gérant six ports de fret situés dans les villes de Hamina et de Kotka en Finlande,,.

## Présentation
Le port de Hamina-Kotka dispose 8,6 km de quais , de 75 places de navires et de 80 km de rails.
La profondeur des voies d'eau varie d'un endroit à l'autre.
Mussalo à la voie la plus profonde de 15,3 mètres,.
Le port de Hamina-Kotka a des liaisons fréquentes avec les ports de Göteborg, Tallinn, Lübeck, Hambourg, Brême, Amsterdam, Rotterdam, Tilbury, Hull, Saint-Pétersbourg et Anvers.

## Ports
Ports gérés par port de Hamina-Kotka:
| Port                     | Nombre de quais | Longueur de quais |
| ------------------------ | --------------- | ----------------- |
| Port de Hamina           |                 | 2 890 m           |
| Port de Mussalo          | 22              | 3 136 m           |
| Port Kantasatama         | 3               | 442 m             |
| Port d'Hietanen          | 10              | 1 431 m           |
| Port sud d'Hietanen (fi) | 4               | 360 m             |
| Port de Sunila (fi)      | 4               | 371 m             |

## Trafic de marchandises
Volumes de marchandises acheminées par le port de Hamina-Kotka:
| année                      | 2003 | 2004 | 2005 | 2006 | 2007 | 2008 | 2009 | 2010 | 2011 | 2012 | 2013 | 2014 | 2015 |
| -------------------------- | ---- | ---- | ---- | ---- | ---- | ---- | ---- | ---- | ---- | ---- | ---- | ---- | ---- |
| Total (millions de tonnes) | 13,2 | 13,9 | 13,0 | 13,7 | 15,1 | 15,2 | 9,7  | 15,7 | 16,1 | 14,5 | 14,0 | 13,4 | 13,0 |

## Galerie

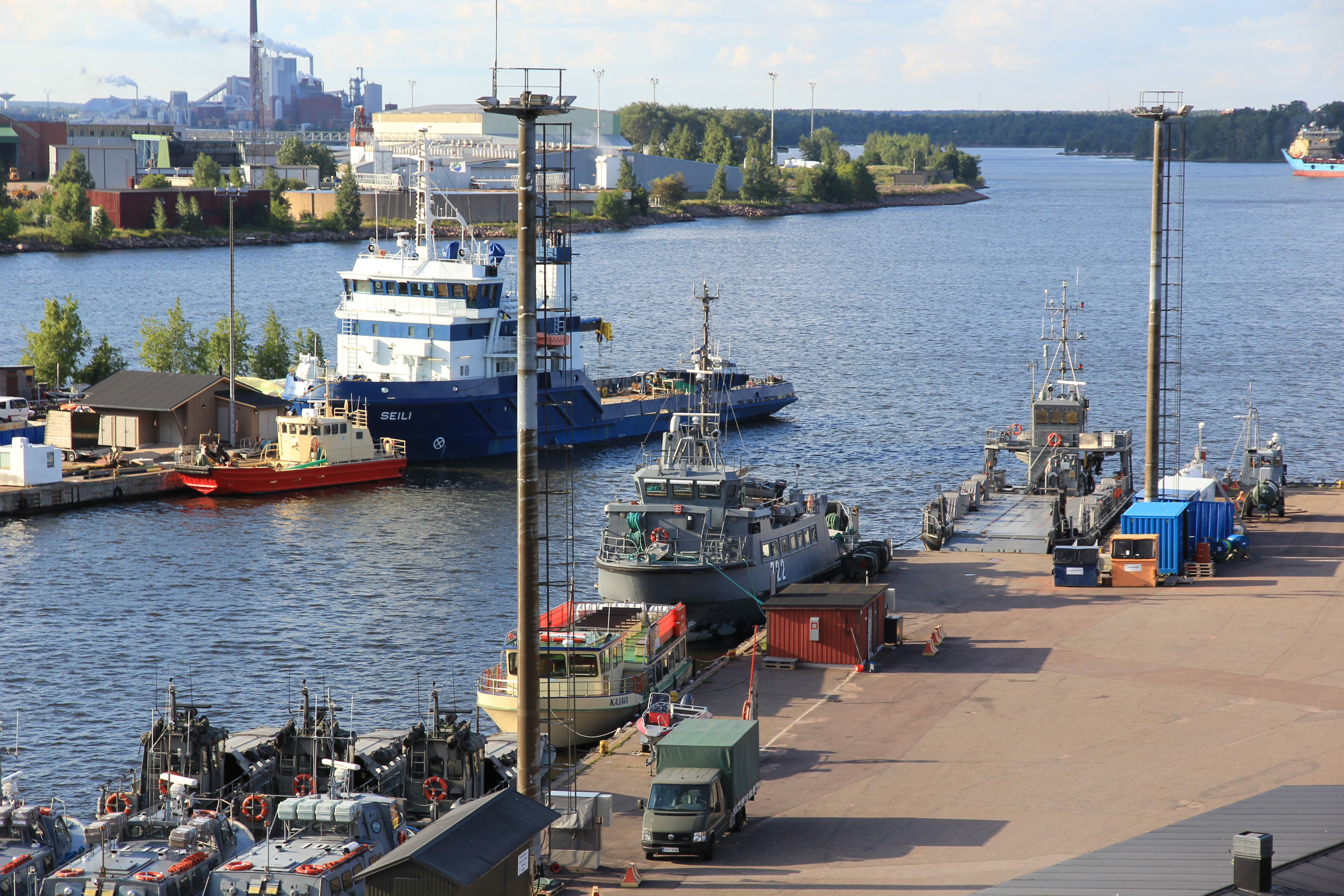
Port de Kuusinen.
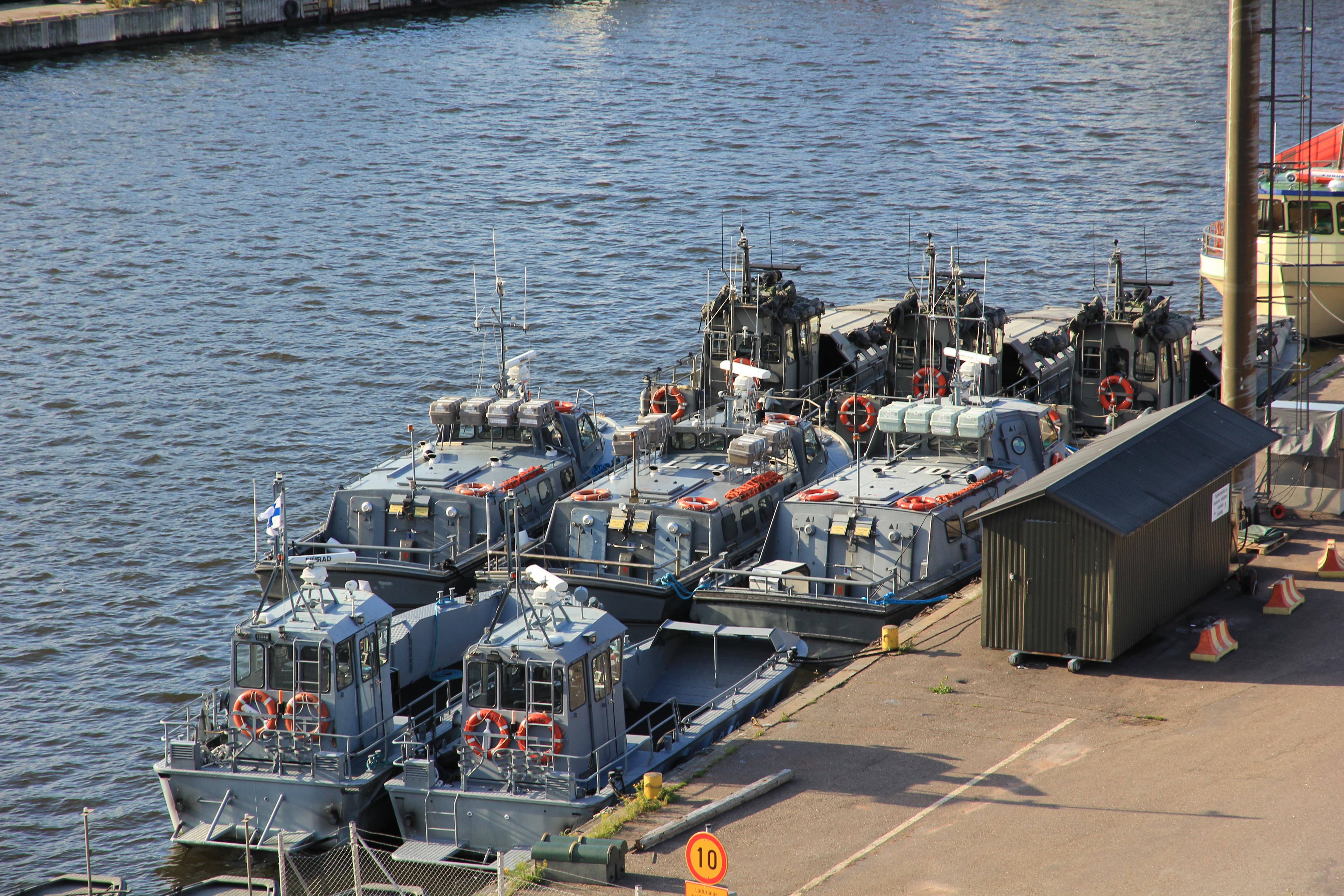
Port de Kuusinen.
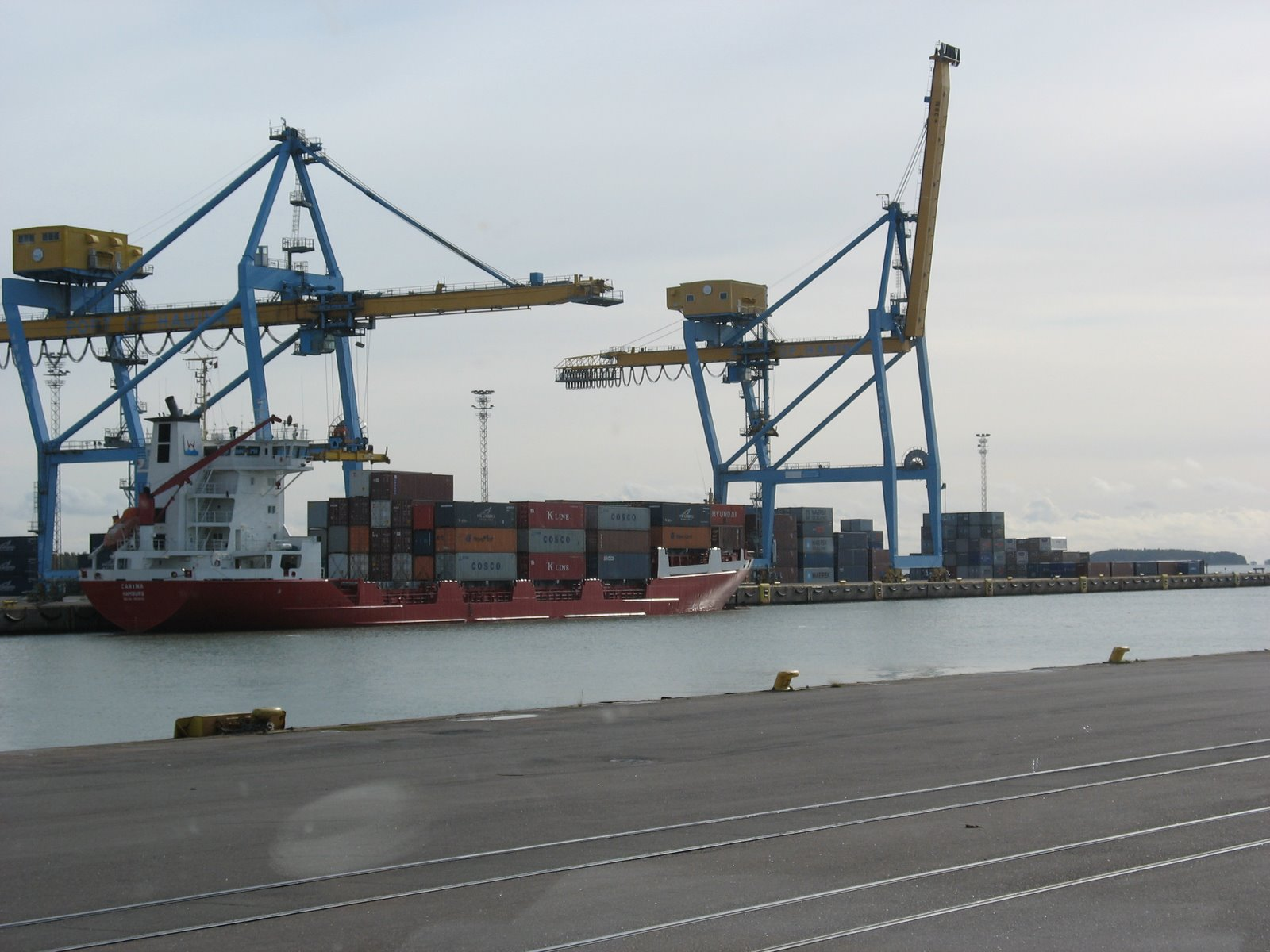
Port de Hamina.

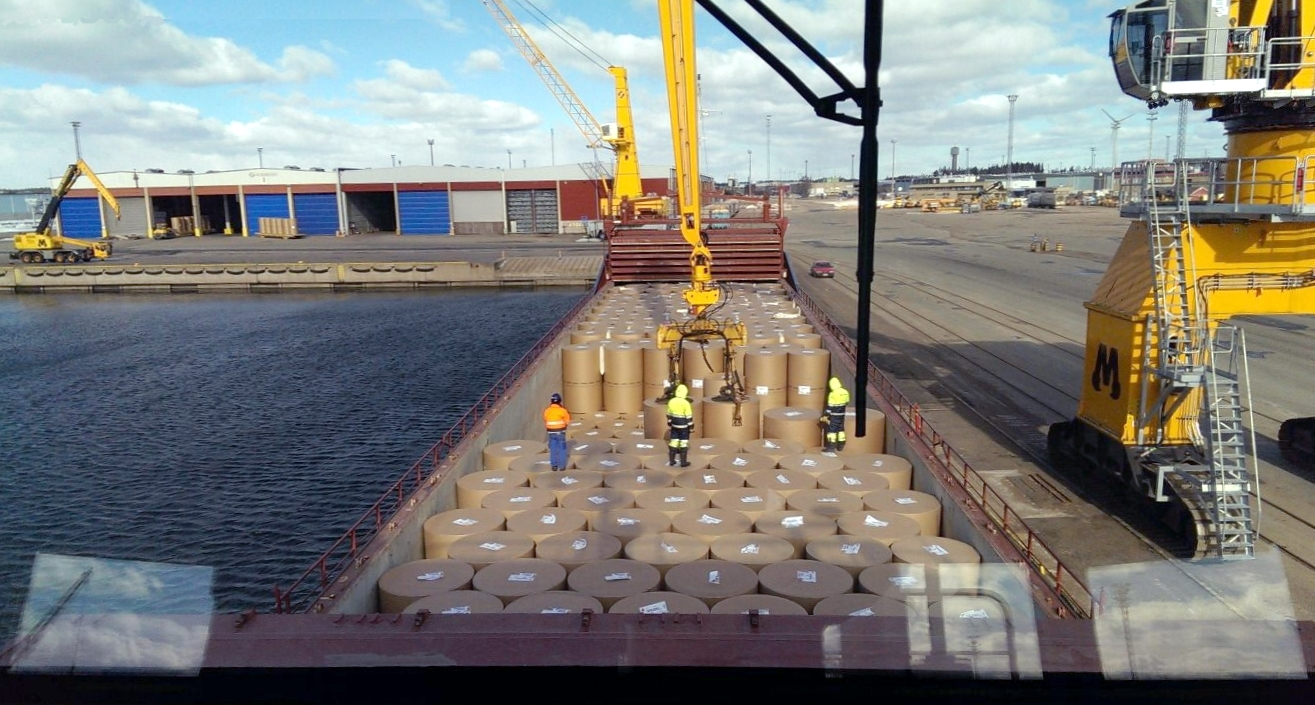
Port de Hamina.
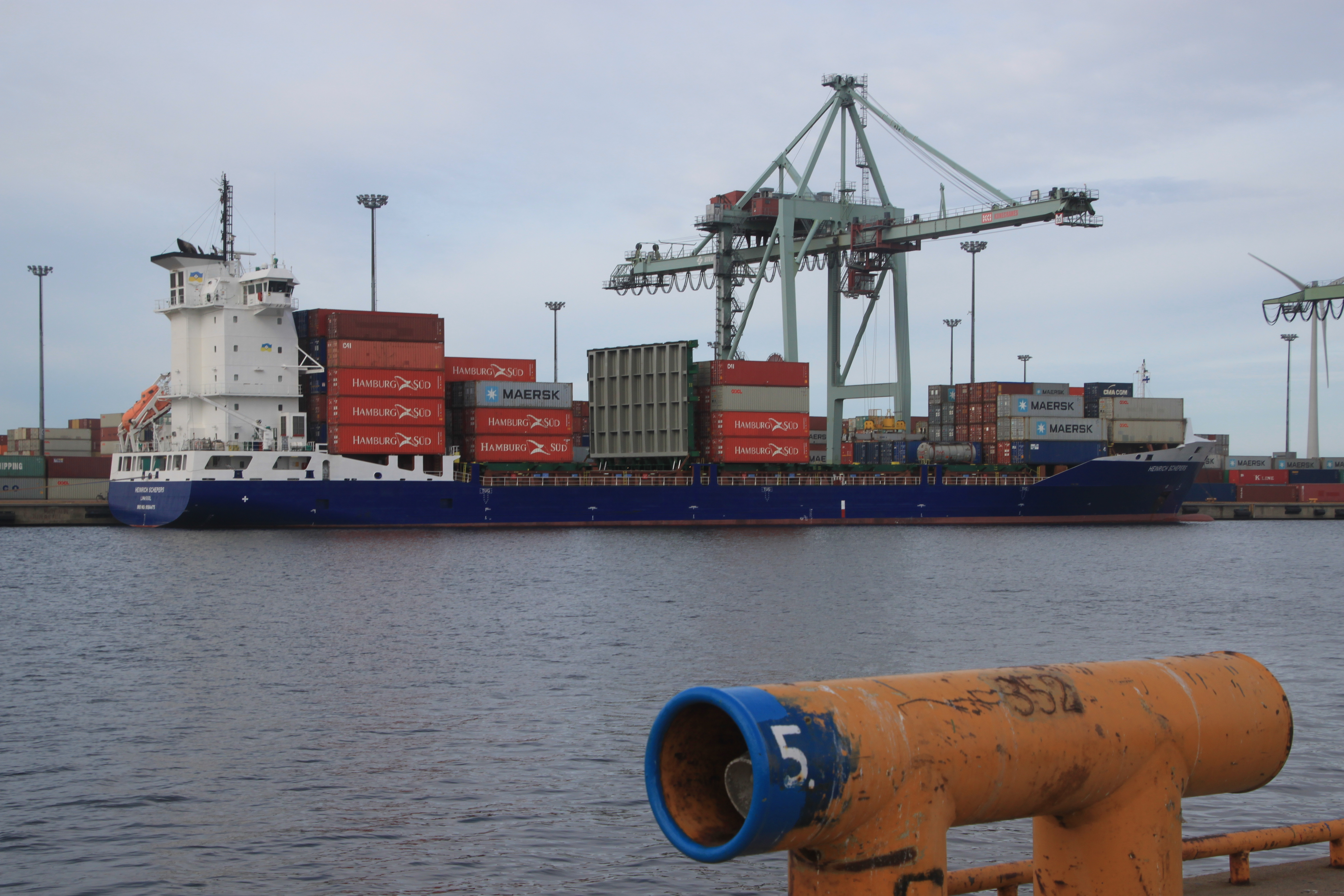
Port de Kotka.
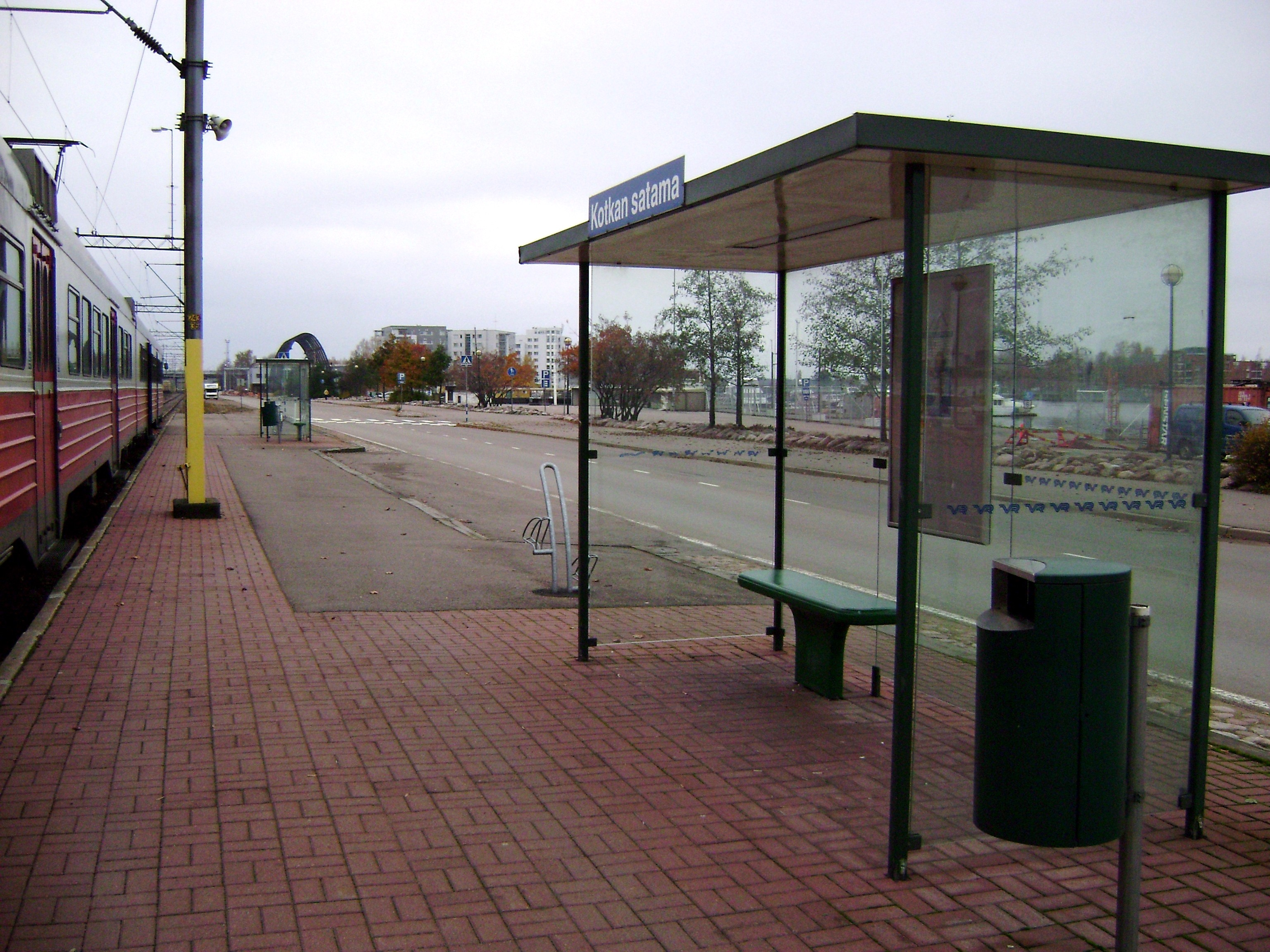
Gare du port de Kotka.